# Carnosina
Carnosina (beta -alanil- L -histidina) é uma molécula dipeptídica, composta pelos aminoácidos beta-alanina e histidina. É altamente concentrada nos tecidos musculares e cerebrais. A carnosina foi descoberta pelo químico russo Vladimir Gulevich.
A carnosina é produzida naturalmente pelo corpo no fígado a partir da beta-alanina e da histidina . Assim como a carnitina, a carnosina é composta da raiz carn, que significa "carne", aludindo à sua prevalência na carne. Não existem fontes vegetais de carnosina. A carnosina está prontamente disponível como um suplemento nutricional sintético.

## Biossíntese
A carnosina é sintetizada no corpo a partir da beta-alanina e da histidina . A beta-alanina é um produto do catabolismo da pirimidina e a histidina é um aminoácido essencial . Como a beta-alanina é o substrato limitante, a suplementação apenas de beta-alanina aumenta efetivamente a concentração intramuscular de carnosina.

## Efeitos fisiológicos

### Solução-tampão de pH
A carnosina tem o valor de pKa de 6,83, o que a torna uma boa solução-tampão para a faixa de pH dos músculos dos animais. Como a beta-alanina não é incorporada às proteínas, a carnosina pode ser armazenada em concentrações relativamente altas. Ocorrendo entre 17 e 25 mmol/kg (músculo seco), a carnosina (β-alanil- L -histidina) é uma importante solução-tampão intramuscular, constituindo 10-20% da capacidade total de tamponamento nas fibras musculares do tipo I e II.

### Antioxidante
Foi demonstrado que a carnosina elimina espécies reativas de oxigênio (ERO), bem como aldeídos alfa-beta insaturados formados pela peroxidação de ácidos graxos da membrana celular durante o estresse oxidativo . Ele também regula o pH nas células musculares e atua como um neurotransmissor no cérebro. É também um zwitterion, uma molécula neutra com uma extremidade positiva e negativa. 

### Antiglicante
A carnosina atua como um agente antiglicante, reduzindo a taxa de formação de produtos finais de glicação avançada (substâncias que podem ser um fator no desenvolvimento ou agravamento de muitas doenças degenerativas, como diabetes, aterosclerose, insuficiência renal crônica e doença de Alzheimer ) e, finalmente, reduzindo o desenvolvimento do acúmulo de placa aterosclerótica.

### Geroprotetor
A carnosina é considerada um geroprotetor . A carnosina pode aumentar o limite de Hayflick em fibroblastos humanos, e também parece reduzir a taxa de encurtamento do telômero . A carnosina também pode retardar o envelhecimento por meio de suas propriedades antiglicantes (a glicação crônica é especulada para acelerar o envelhecimento).

### Outras informações
A carnosina pode quelar íons metálicos divalentes . Foi sugerido que a ligação de Ca 2+ pode deslocar prótons, proporcionando assim uma ligação entre o Ca 2+ e o H + tamponado. Entretanto, ainda há controvérsia sobre a quantidade de Ca 2+ ligada à carnosina em condições fisiológicas.
Pesquisas demonstraram uma associação positiva entre a concentração de carnosina no tecido muscular e o desempenho do exercício. Acredita-se que a suplementação de β-alanina aumenta o desempenho do exercício ao promover a produção de carnosina no músculo. Por outro lado, descobriu-se que o exercício aumenta as concentrações de carnosina muscular, e o conteúdo de carnosina muscular é maior em atletas que praticam exercícios anaeróbicos.